# 奧弗蓋特商場
奧弗蓋特商場（英語：Overgate Centre）是位於蘇格蘭鄧迪市內的兩個大型商場之一，最早建於1960年代，在1998年至2000年翻新重建，重建後舊時大部份建築已經被拆卸。
商場在2000年重新開業為一個封閉式商場，商場基本布局上與1960年代時期大同小異。商場設有兩層，內有60多家商店和餐廳，以及三個停車場；商場走廊一面是商店，另一面是一塊弧形長玻璃，對著城市的古老教堂。
City House是一個位於商場內，十層高的辦公大樓，自1960年代已屹立在商場內。

## 外部連結
- Overgate 官方網站 （页面存档备份，存于）

1. ↑  . web.archive.org. 2014-10-24  [2022-06-02]. 原始内容存档于2014-10-24.
2. ↑  . Realla.   [2022-06-02]. （原始内容存档于2022-06-04） （英国英语）.
3. ↑  Reporter, The Courier. . The Courier. 2014-05-09  [2022-06-02]. （原始内容存档于2022-06-02） （英国英语）.